# TVT Records
TVT Records — американський лейбл заснований Стівом Готлібом. Протягом своєї 25-річної історії лейбл випустив близько 25 золотих, платинових та мультиплатинових релізів. На лейблі записувались такі відомі виконавці, як Nine Inch Nails, Ja Rule, Ліл Джон, Underworld, The KLF, Sevendust, The Brian Jonestown Massacre і Pitbull.